# Рыденка (приток Тёсовы)
Рыденка — река в России, протекает по Ленинградской области. Устье реки находится в 5 км по правому берегу реки Тёсовы. Длина реки составляет 28 км, площадь водосборного бассейна — 103 км².

## Данные водного реестра
По данным государственного водного реестра России относится к Балтийскому бассейновому округу, водохозяйственный участок реки — Луга. Относится к речному бассейну реки Нарва (российская часть бассейна).
Код объекта в государственном водном реестре — 01030000512102000026009.